# Туркмено-таджикские отношения
Туркмено-таджикские отношения — дипломатические отношения между Туркменистаном и Таджикистаном установлены 27 января 1993 года. Обе страны являются полноправными членами ООН и ОБСЕ. Кроме того, Таджикистан входит в СНГ, а Туркменистан является ассоциированным членом. Сотрудничество развиваются в политической, торгово-экономической, научно-технической, культурной и иных сферах. Между двумя государствами подписаны более 60 межгосударственных и межправительственных документов, в различных сферах.

## История
Дипломатические отношения между странами были установлены 27 января 1993 года подписанием Протокола об установлении дипломатических отношений между Туркменистаном и Республикой Таджикистан.
В июле 1995 года в Ашхабаде с рабочим визитом находился Президент Таджикистана Эмомали Рахмонов. В апреле 1999 года Эмомали Рахмонов нанес рабочий визит в Туркменистан для участия в заседании Глав государств Центральной Азии.
В октябре 2007 года состоялся официальный визит Президента Туркменистана Гурбангулы Бердымухамедова в Таджикистан. В декабре 2007 года состоялся ответный официальный визит Президент Таджикистана Эмомали Рахмона.
В 2009 году состоялся рабочий визит Президента Таджикистана Эмомали Рахмона в Туркменистан.
В марте 2010 году состоялся государственный визит Президента Туркменистана Гурбангулы Бердымухамедова в Республику Таджикистан. В 2011 году Гурбангулы Бердымухамедов посещал Душанбе в для участия в заседании Совета глав государств СНГ, была проведена двусторонняя встреча с Эмомали Рахмоном.
22-24 августа 2012 года состоялся официальный визит Президента Таджикистана Эмомали Рахмона в Туркменистан. Так же Президент Таджикистана посещал Ашхабад в рамках саммите глав государств СНГ (5 декабря 2012 года) и международного праздника Новруз (20 марта 2013 года).
5-6 мая 2014 года состоялся официальный визит Президента Туркменистана Гурбангулы Бердымухаммедова в Республику Таджикистан.

## Дипломатические миссии
С февраля 1995 года в Ашхабаде функционирует Посольство Республики Таджикистан. С 17 апреля 2014 года Чрезвычайным и Полномочным Послом Республики
Таджикистан в Туркменистане является Собиров Махмуджон Носирович.
В городе Душанбе также действует Посольство Туркменистана. Чрезвычайный и Полномочный Посол — Атаев Чары Какамурадович.

## Посольство Туркменистана в Таджикистане
Посольство Туркменистана в Таджикистане (г. Душанбе) открылось 4 мая 1999 года. В настоящее время Посольство расположено по адресу: г. Душанбе, ул. Аху-Бабаева, д.10.
С февраля 2016 года Посольство возглавляет Чрезвычайный и Полномочный Туркменистана в Республике Таджикистан Чары Атаев.

### Послы
1. Аловов, Недирмамед (1999—2000)
2. Гундогдыев, Ата (2000—2007)
3. Курбанов, Ахмед (2007—2008)
4. Аманмурадов, Нурберды (2009—2010)
5. Атагулыев, Нокергулы Ходжагулыевич (2010—2011)
6. Рустемова, Чинар (2012—2013)
7. Аманлыев, Ишанкули (2014—2016)
8. Атаев, Чары (2016 — н.в.)

## Посольство в Туркменистане
Посольство Республики Таджикистан в Туркменистане (г. Ашхабад) открылось в марте 1993 года. В настоящее время Посольство расположено по адресу: г. Ашхабад, ул. Гарашсызлык, д 4/2.

### Послы
1. Акбаршо Искандаров (1993—2001)
2. Таджиддин Нуриддин Мардони (2001—2005)
3. Козидовлат Коимдодов (2005—2009)
4. Ашур Абдурахим (2009—2014)
5. Махмуджон Собиров (2014—2015)
6. Фаррух Хомиддин Шарифзода (2017 — 2023)
7. Вафо Ниятбекзода (31 Мая 2023 - по н.в.)

## Торгово-экономическое сотрудничество
Торговый оборот между двумя странами по итогам 2013 года составил 119,3$.
Таджикистан закупает у Туркменистана нефтепродукты, рафинированное хлопковое масло, цемент.
Туркменистан импортирует из Таджикистана товары народного потребления, алюминий и изделия из него, сельскохозяйственную продукцию.

## Сотрудничество в сфере транспорта
Между государствами налажено успешное партнерство в сфере международного автомобильного сообщения и железнодорожных перевозок.
В сентябре 2013 года было достигнуто соглашение о четвёртом направлении транснационального газопровода Туркменистан-Китай. Ожидается, что новая газовая ветка пройдет в том числе и по территории Таджикистана.
6 июня 2014 года в городе Атамурат (Туркменистан) состоялась церемония начала строительства железной дороги Туркменистан-Афганистан-Таджикистан. Предполагается, что железная дорога позволит создать благоприятные условия для повышения темпов социально-экономического развития и процветания региона.

## Культурно-гуманитарное сотрудничество
В 2010 году в Туркменистане состоялись Дни культуры Республики Таджикистан, а в Таджикистане прошли Дни культуры Туркменистана. В июне 2013 года, накануне проведения официальной церемонии начала строительства железной дороги «Туркменистан-Афганистан-Таджикистан», в Ашхабаде с большим успехом прошли Дни культуры Таджикистана, в которых приняли участие ведущие творческие коллективы Таджикистана. Также были организованы книжные выставки и выставки-ярмарки сельскохозяйственной продукции.
В 2013 году в честь 20-летия со дня установления дипломатических отношений между Республикой Таджикистан и Туркменистаном в Ашхабаде и Душанбе при содействии посольств обеих стран были проведены различные культурные мероприятия, в которых приняли участие творческие коллективы из Туркменистана и Таджикистана, были организованы научные конференции, художественные выставки, выставки продаж текстильных изделий и ярмарки. К этому же событию были приурочены Дни кино Туркменистана в Таджикистане, которые с успехом прошли в Душанбе и других областях и районах республики.